# Richard Motsch
Richard Motsch (* 25. April 1937 in Lübeck) ist ein deutscher Ministerialbeamter im Ruhestand und emeritierter Rechtswissenschaftler.

## Leben und Werk
Nach dem Abitur am Kepler-Gymnasium in Freiburg im Breisgau studierte er von 1956 bis 1960 Rechtswissenschaft in Freiburg, Göttingen und an der Freien Universität Berlin sowie bis 1962 am Europakolleg in Brügge. In Göttingen wurde er 1957 Mitglied im Göttinger Wingolf. Nach einer kurzen Tätigkeit bei der Europäischen Kommission folgte 1964 die Promotion in Freiburg mit dem Dissertationsthema „Die Konkordatsehe in Italien.“
Von 1969 bis 1971 war er im Bundeswirtschaftsministerium tätig, danach im Bundesministerium für innerdeutsche Beziehungen bis zu dessen Auflösung 1991. Im Zuge der Wiedervereinigung nahm er 1989/1990 an den Expertengesprächen mit der DDR zur Regelung offener Vermögensfragen teil. Anschließend war er bis 2000 Referatsleiter im Bundesfinanzministerium und dort für diese Thematik zuständig. In dieser Funktion war er an den vielfältigen Gesetzvorhaben der 1990er Jahre und dem Erlass von Verwaltungsvorschriften beteiligt. Er veröffentlichte eine Reihe von Aufsätzen und Kommentierungen, die vielfach auch von obersten Bundesgerichten in ihren Entscheidungen zitiert wurden, und hielt Vorträge zu den offenen Vermögensfragen.
Ihm wurde nach der Habilitation an der Universität Gießen 1982 die Venia legendi für Bürgerliches Recht, Zivilprozessrecht und Rechtsvergleichung zuerkannt. 1987 wurde er dort außerordentlicher Professor, 2003 emeritiert.
Auch nach der Pensionierung wurde er mit ehrenvollen Aufgaben betraut: 2004/2005 als Prozessvertreter der Bundesregierung im Verfahren „Entschädigung für Besatzungsenteignungen“ vor dem Europäischen Gerichtshof für Menschenrechte in Straßburg. 2006 erstattete er der Deutschen Gesellschaft für Technische Zusammenarbeit ein Gutachten zur Privatisierung und Restitution von Grundstücken in Serbien.

## Veröffentlichungen (Auswahl)
- Die Konkordatsehe in Italien: zur Praxis und Theorie des Zusammenwirkens von Kirche und Staat bei der Eheschliessung. (= Schriftenreihe der Wissenschaftlichen Gesellschaft für Personenstandswesen und Verwandte Gebiete, n.F., Bd. 6), Metzner, Frankfurt a. M. 1965.
- Gedanken zur Staatshaftung aus zivilrechtlicher Sicht. JZ 1986, S. 1082–1088.
- Entschädigungs- und Ausgleichsleistungsrecht seit Inkrafttreten des EALG. VIZ 1999, S. 441–453.
- Risikoverteilung im allgemeinen Leistungsstörungsrecht. JZ 2001. S. 428–433.
- Die Modernisierung des Schuldrechts. (PDF; 581 kB) Neue Justiz 2002, S. 1–10.
- Das Entschädigungsrechtsänderungsgesetz 2003 – Neue Bestimmungen zur Regelung offener Vermögensfragen in der Spätphase ihrer Klärung. VIZ 2003, S. 505–511.
- Gerichtlicher Beweis in Deutschland und England. In: Walter Gropp, Martin Lipp und Heinhard Steiger (Hrsg.): Rechtswissenschaft im Wandel. Festschrift des Fachbereichs Rechtswissenschaft zum 400jährigen Gründungsjubiläum der Justus-Liebig-Universität Gießen. Teil II. Individuum, Staat und Recht. Mohr Siebeck, Tübingen 2007, ISBN 978-3-16-149267-9. S. 247 ff.
- Comparative and Analytical Remarks on Judicial Fact-finding. In: Helmut Rüßmann (Hrsg.): Festschrift für Gerhard Käfer. Juris GmbH, Saarbrücken 2009, ISBN 978-3-938756-61-4, S. 241 ff.

## Privates
1968 heiratete er Monika Esch, Dozentin für Sinologie an der Universität Bonn. Seit 2001 ist er Mitglied der Rechtskommission der Alt-Katholiken in Deutschland, von 2002 bis 2010 als deren Vorsitzender. 2006 wurde er Vorsitzender eines Bonner Vereins, der Mitglied im Diakonischen Werk der Evangelischen Kirche im Rheinland ist und der „die Idee integrativen Miteinanders“ zu verwirklichen sucht.